# Puchar Heinekena (2006/2007)
Puchar Heinekena 2006/2007 – dwunasta edycja Pucharu Heinekena, pierwszego poziomu europejskich klubowych rozgrywek w rugby union. Zawody odbyły się w dniach 20 października 2006 – 20 maja 2007 roku.
Najwięcej punktów w sezonie zdobył Andy Goode, w klasyfikacji przyłożeń z siedmioma zwyciężyli zaś Clément Poitrenaud i Paul Sackey.

## Faza grupowa

### Grupa A
| 21 października 200614:00 | Benetton                               | 10:25(5:8) | Perpignan                                                                                   | Stadio comunale di Monigo, Treviso Widzów: 2500 Sędzia: Wayne Barnes |
| 21 października 200614:00 | Marco Wentzel 5 (P) Scott Palmer 5 (P) | 10:25(5:8) | Guillaume Bortolaso 5 (P) Olivier Olibeau 5 (P) Steve Meyer 10 (P pd K) Sylvain Dupuy 5 (P) | Stadio comunale di Monigo, Treviso Widzów: 2500 Sędzia: Wayne Barnes |

| 22 października 200613:00 | London Wasps                                                          | 19:13(16:6) | Castres                                        | Adams Park, High Wycombe Widzów: 6814 Sędzia: Alain Rolland |
| 22 października 200613:00 | Jeremy Staunton 11 (pd 3K) Mark van Gisbergen 3 (K) Paul Sackey 5 (P) | 19:13(16:6) | Akwsenti Giorgadze 5 (P) Gordon Ross 8 (pd 2K) | Adams Park, High Wycombe Widzów: 6814 Sędzia: Alain Rolland |

| 27 października 200620:30 | Castres | 41:22(17:8) | Benetton | Stade Pierre-Antoine, Castres Widzów: 6500 Sędzia: David Changleng |
| 27 października 200620:30 | Carl Hoeft 5 (P) Florian Faure 5 (P) Gordon Ross 11 (4pd K) Jean-Baptiste Peyras-Loustalet 10 (2P) Laloaoa Milford 5 (P) Pablo Canavosio 5 (P) | 41:22(17:8) | Andrea Marcato 5 (pd K) Brendan Williams 5 (P) Marius Goosen 2 (pd) Massimiliano Perziano 5 (P) Stuart Legg 5 (P) | Stade Pierre-Antoine, Castres Widzów: 6500 Sędzia: David Changleng |

| 28 października 200616:30 | Perpignan                                                          | 19:12(16:9) | London Wasps                           | Stade Aimé Giral, Perpignan Widzów: 13 450 Sędzia: Donal Courtney |
| 28 października 200616:30 | Julien Laharrague 3 (K) Ovidiu Tonita 5 (P) Steve Meyer 11 (pd 3K) | 19:12(16:9) | Alex King 3 (K) Jeremy Staunton 9 (3K) | Stade Aimé Giral, Perpignan Widzów: 13 450 Sędzia: Donal Courtney |
| 28 października 200616:30 | Jeremy Staunton                                                    | 19:12(16:9) |                                        | Stade Aimé Giral, Perpignan Widzów: 13 450 Sędzia: Donal Courtney |

| 9 grudnia 200616:20 | Castres                                                                                | 36:28(20:13) | Perpignan                                                                                           | Stade Pierre-Antoine, Castres Widzów: 7000 Sędzia: Tony Spreadbury |
| 9 grudnia 200616:20 | Jean-Baptiste Peyras-Loustalet 5 (P) Laloaoa Milford 10 (2P) Romain Teulet 21 (3pd 5K) | 36:28(20:13) | Julien Laharrague 5 (P) Nicolas Durand 10 (P pd K) Nicolas Laharrague 8 (pd 2K) Ovidiu Tonita 5 (P) | Stade Pierre-Antoine, Castres Widzów: 7000 Sędzia: Tony Spreadbury |
| 9 grudnia 200616:20 | David Marty                                                                            | 36:28(20:13) | | Stade Pierre-Antoine, Castres Widzów: 7000 Sędzia: Tony Spreadbury |

| 10 grudnia 200615:00 | London Wasps | 55:0(31:0) | Benetton | Adams Park, High Wycombe Widzów: 6510 Sędzia: David Changleng |
| 10 grudnia 200615:00 | Danny Cipriani 5 (P) Josh Lewsey 10 (2P) Mark van Gisbergen 10 (5pd) Paul Sackey 5 (P) Raphael Ibanez 5 (P) Tom Rees 10 (2P) Tom Voyce 10 (2P) | 55:0(31:0) |          | Adams Park, High Wycombe Widzów: 6510 Sędzia: David Changleng |

| 15 grudnia 200620:30 | Perpignan                                                                | 30:3(9:3) | Castres                | Stade Aimé Giral, Perpignan Widzów: 11 080 Sędzia: Dave Pearson |
| 15 grudnia 200620:30 | Colin Gaston 5 (P) Nicolas Laharrague 15 (3pd 3K) Perry Freshwater 5 (P) | 30:3(9:3) | Cameron McIntyre 3 (K) | Stade Aimé Giral, Perpignan Widzów: 11 080 Sędzia: Dave Pearson |
| 15 grudnia 200620:30 | David Marty                                                              | 30:3(9:3) | Christophe Laussucq    | Stade Aimé Giral, Perpignan Widzów: 11 080 Sędzia: Dave Pearson |

| 16 grudnia 200615:00 | Benetton                    | 5:71(5:33) | London Wasps | Stadio comunale di Monigo, Treviso Widzów: 3500 Sędzia: George Clancy |
| 16 grudnia 200615:00 | Massimiliano Perziano 5 (P) | 5:71(5:33) | Alex King 5 (P) Danny Cipriani 5 (P) Eoin Reddan 5 (P) James Haskell 5 (P) Josh Lewsey 5 (P) Lawrence Dallaglio 5 (P) Mark van Gisbergen 21 (P 8pd) Nick Adams 5 (P) Paul Sackey 15 (3P) | Stadio comunale di Monigo, Treviso Widzów: 3500 Sędzia: George Clancy |
| 16 grudnia 200615:00 | Tim Payne                   | 5:71(5:33) | | Stadio comunale di Monigo, Treviso Widzów: 3500 Sędzia: George Clancy |

| 13 stycznia 200715:00 | Benetton                                                              | 21:40(16:14) | Castres | Stadio comunale di Monigo, Treviso Widzów: 1600 Sędzia: Wayne Barnes |
| 13 stycznia 200715:00 | Dion Kingi 5 (P) Marius Goosen 11 (pd 3K) Massimiliano Perziano 5 (P) | 21:40(16:14) | Cameron McIntyre 5 (P) Gordon Ross 2 (pd) Jean-Baptiste Peyras-Loustalet 15 (3P) Lionel Nallet 5 (P) Rodrigo Capo Ortega 5 (P) Romain Teulet 8 (4pd) | Stadio comunale di Monigo, Treviso Widzów: 1600 Sędzia: Wayne Barnes |
| 13 stycznia 200715:00 | Alvaro Tejeda · Gabriel Pizarro                                       | 21:40(16:14) | Cameron McIntyre | Stadio comunale di Monigo, Treviso Widzów: 1600 Sędzia: Wayne Barnes |

| 13 stycznia 200715:30 | London Wasps                            | 22:14(12:3) | Perpignan                                                      | Adams Park, High Wycombe Widzów: 7620 Sędzia: Nigel Owens |
| 13 stycznia 200715:30 | Alex King 17 (pd 5K) Dom Waldouck 5 (P) | 22:14(12:3) | Julien Laharrague 6 (2K) Ovidiu Tonita 5 (P) Steve Meyer 3 (K) | Adams Park, High Wycombe Widzów: 7620 Sędzia: Nigel Owens |
| 13 stycznia 200715:30 | Grégory Le Corvec · Michel Konieck      | 22:14(12:3) |                                                                | Adams Park, High Wycombe Widzów: 7620 Sędzia: Nigel Owens |

| 20 stycznia 200714:30 | Castres                                                      | 13:16(6:9) | London Wasps                            | Stade Pierre-Antoine, Castres Widzów: 8500 Sędzia: Alan Lewis |
| 20 stycznia 200714:30 | Cameron McIntyre 6 (2K) Gordon Ross 2 (pd) Pascal Papé 5 (P) | 13:16(6:9) | Alex King 11 (pd dg 2K) Tom Voyce 5 (P) | Stade Pierre-Antoine, Castres Widzów: 8500 Sędzia: Alan Lewis |

| 20 stycznia 200714:30 | Perpignan | 45:25(14:10) | Benetton                                                                        | Stade Aimé Giral, Perpignan Widzów: 8200 Sędzia: Tim Hayes |
| 20 stycznia 200714:30 | Christophe Manas 5 (P) Guillaume Bortolaso 5 (P) Jean-Philippe Grandclaude 5 (P) Ovidiu Tonita 5 (P) Pascal Bomati 5 (P) Steve Meyer 10 (5pd) Sylvain Dupuy 5 (P) Viliami Vaki 5 (P) | 45:25(14:10) | Andrea Marcato 10 (2pd 2K) Enrico Pavanello 10 (2P) Massimiliano Perziano 5 (P) | Stade Aimé Giral, Perpignan Widzów: 8200 Sędzia: Tim Hayes |

### Grupa B
| 20 października 200620:30 | Agen                                                               | 19:17(13:3) | Edynburg                                 | Stade Armandie, Agen Widzów: 6500 Sędzia: Alan Lewis |
| 20 października 200620:30 | François Gelez 3 (K) Jalil Narjissi 5 (P) Jérome Miquel 11 (pd 3K) | 19:17(13:3) | Hugo Southwell 5 (P) Phil Godman 12 (4K) | Stade Armandie, Agen Widzów: 6500 Sędzia: Alan Lewis |

| 21 października 200617:30 | Leinster                                                                                  | 37:20(30:17) | Gloucester                                               | Lansdowne Road, Dublin Widzów: 22 530 Sędzia: Christophe Berdos |
| 21 października 200617:30 | Felipe Contepomi 22 (P 4pd 3K) Gordon D’Arcy 5 (P) Shane Horgan 5 (P) Stephen Keogh 5 (P) | 37:20(30:17) | Jack Adams 5 (P) Mark Foster 5 (P) Ryan Lamb 10 (2pd 2K) | Lansdowne Road, Dublin Widzów: 22 530 Sędzia: Christophe Berdos |
| 21 października 200617:30 | Malcolm O’Kelly                                                                           | 37:20(30:17) |                                                          | Lansdowne Road, Dublin Widzów: 22 530 Sędzia: Christophe Berdos |

| 28 października 200615:00 | Gloucester                                                                     | 26:32(14:15) | Agen | Kingsholm Stadium, Gloucester Widzów: 10 134 Sędzia: Malcolm Changleng |
| 28 października 200615:00 | Anthony Allen 10 (2P) Olivier Azam 5 (P) Ryan Lamb 9 (3K) Willie Walker 2 (pd) | 26:32(14:15) | Arnaud Mignardi 5 (P) Conrad Stoltz 5 (P) François Gelez 3 (dg) Jérome Miquel 9 (3pd K) Pieter van Niekerk 5 (P) Thomas Soucaze 5 (P) | Kingsholm Stadium, Gloucester Widzów: 10 134 Sędzia: Malcolm Changleng |

| 29 października 200613:00 | Edynburg                                                      | 25:24(12:10) | Leinster                                                                | Murrayfield Stadium, Edynburg Widzów: 5867 Sędzia: Joël Jutge |
| 29 października 200613:00 | Chris Paterson 17 (pd 5K) Duncan Hodge 3 (dg) Rob Dewey 5 (P) | 25:24(12:10) | Felipe Contepomi 9 (3pd K) Girvan Dempsey 10 (2P) Luke Fitzgerald 5 (P) | Murrayfield Stadium, Edynburg Widzów: 5867 Sędzia: Joël Jutge |
| 29 października 200613:00 | Brian Blaney                                                  | 25:24(12:10) |                                                                         | Murrayfield Stadium, Edynburg Widzów: 5867 Sędzia: Joël Jutge |

| 9 grudnia 200615:00 | Gloucester | 38:22(22:17) | Edynburg                                                                             | Kingsholm Stadium, Gloucester Widzów: 9749 Sędzia: Tim Hayes |
| 9 grudnia 200615:00 | Anthony Allen 5 (P) James Simpson-Daniel 5 (P) Mark Foster 5 (P) Mike Tindall 5 (P) Olivier Azam 5 (P) Ryan Lamb 3 (K) Willie Walker 10 (2pd dg K) | 38:22(22:17) | Ben Cairns 5 (P) Chris Paterson 7 (2pd K) Hugo Southwell 5 (P) Marcus di Rollo 5 (P) | Kingsholm Stadium, Gloucester Widzów: 9749 Sędzia: Tim Hayes |
| 9 grudnia 200615:00 | Mike Tindall | 38:22(22:17) | Simon Taylor                                                                         | Kingsholm Stadium, Gloucester Widzów: 9749 Sędzia: Tim Hayes |

| 9 grudnia 200617:35 | Leinster                                                           | 26:10(10:3) | Agen                                             | Lansdowne Road, Dublin Widzów: 18 652 Sędzia: Wayne Barnes |
| 9 grudnia 200617:35 | Brian O’Driscoll 15 (3P) Chris Whitaker 5 (P) Gordon D’Arcy 6 (2K) | 26:10(10:3) | Jérome Miquel 5 (pd K) Rupeni Caucaunibuca 5 (P) | Lansdowne Road, Dublin Widzów: 18 652 Sędzia: Wayne Barnes |
| 9 grudnia 200617:35 | Kees Meeuws                                                        | 26:10(10:3) |                                                  | Lansdowne Road, Dublin Widzów: 18 652 Sędzia: Wayne Barnes |

| 16 grudnia 200616:30 | Agen                                              | 13:25(10:8) | Leinster | Stade Armandie, Agen Widzów: 9000 Sędzia: Tony Spreadbury |
| 16 grudnia 200616:30 | Jérome Miquel 8 (pd 2K) Rupeni Caucaunibuca 5 (P) | 13:25(10:8) | Andy Dunne 5 (pd dg) Denis Hickie 5 (P) Girvan Dempsey 2 (pd) Gordon D’Arcy 3 (K) Jamie Heaslip 5 (P) Ronan McCormack 5 (P) | Stade Armandie, Agen Widzów: 9000 Sędzia: Tony Spreadbury |

| 17 grudnia 200613:00 | Edynburg                                                         | 14:31(0:10) | Gloucester | Murrayfield Stadium, Edynburg Widzów: 4125 Sędzia: Romain Poite |
| 17 grudnia 200613:00 | Alasdair Strokosch 5 (P) Ben Cairns 5 (P) Chris Paterson 4 (2pd) | 14:31(0:10) | Anthony Allen 5 (P) Luke Narraway 5 (P) Mike Tindall 5 (P) Olly Morgan 5 (P) Ryan Lamb 5 (pd K) Willie Walker 6 (3pd) | Murrayfield Stadium, Edynburg Widzów: 4125 Sędzia: Romain Poite |
| 17 grudnia 200613:00 | Scott Murray                                                     | 14:31(0:10) | Peter Buxton · Willie Walker                                                                                          | Murrayfield Stadium, Edynburg Widzów: 4125 Sędzia: Romain Poite |

| 12 stycznia 200720:35 | Agen                                                                 | 26:18(14:5) | Gloucester                                                  | Stade Armandie, Agen Widzów: 8000 Sędzia: Donal Courtney |
| 12 stycznia 200720:35 | Arnaud Mignardi 5 (P) Jérome Miquel 16 (2pd 4K) Pepito Elhorga 5 (P) | 26:18(14:5) | Iain Balshaw 5 (P) Peter Richards 5 (P) Ryan Lamb 8 (pd 2K) | Stade Armandie, Agen Widzów: 8000 Sędzia: Donal Courtney |
| 12 stycznia 200720:35 | Dave Vainqueur · Laurent Cabarry · Willem Stoltz                     | 26:18(14:5) | Carlos Nieto · Jake Boer · Mike Tindall                     | Stade Armandie, Agen Widzów: 8000 Sędzia: Donal Courtney |

| 13 stycznia 200717:35 | Leinster                                                                                  | 49:10(20:5) | Edynburg                              | Donnybrook Stadium, Dublin Widzów: 6400 Sędzia: Dave Pearson |
| 13 stycznia 200717:35 | Felipe Contepomi 24 (P 5pd 3K) Rob Kearney 5 (P) Shane Horgan 15 (3P) Stephen Keogh 5 (P) | 49:10(20:5) | Ben Cairns 5 (P) Hugo Southwell 5 (P) | Donnybrook Stadium, Dublin Widzów: 6400 Sędzia: Dave Pearson |
| 13 stycznia 200717:35 | Jamie Heaslip                                                                             | 49:10(20:5) | Allan Jacobsen                        | Donnybrook Stadium, Dublin Widzów: 6400 Sędzia: Dave Pearson |

| 19 stycznia 200719:30 | Edynburg                                     | 7:19(0:14) | Agen                                                                           | Murrayfield Stadium, Edynburg Widzów: 1789 Sędzia: Chris White |
| 19 stycznia 200719:30 | Alasdair Strokosch 5 (P) Duncan Hodge 2 (pd) | 7:19(0:14) | Morrisson Faaletino 7 (P pd) Pepito Elhorga 7 (P pd) Rupeni Caucaunibuca 5 (P) | Murrayfield Stadium, Edynburg Widzów: 1789 Sędzia: Chris White |
| 19 stycznia 200719:30 | Peïo Som                                     | 7:19(0:14) |                                                                                | Murrayfield Stadium, Edynburg Widzów: 1789 Sędzia: Chris White |

| 19 stycznia 200719:30 | Gloucester                                                                       | 19:13(7:7) | Leinster                                          | Kingsholm Stadium, Gloucester Widzów: 12 500 Sędzia: Nigel Owens |
| 19 stycznia 200719:30 | Christian Califano 5 (P) Mark Foster 5 (P) Ryan Lamb 2 (pd) Willie Walker 2 (pd) | 19:13(7:7) | Brian O’Driscoll 5 (P) Felipe Contepomi 8 (pd 2K) | Kingsholm Stadium, Gloucester Widzów: 12 500 Sędzia: Nigel Owens |
| 19 stycznia 200719:30 | Peter Richards                                                                   | 19:13(7:7) | Brian O’Driscoll                                  | Kingsholm Stadium, Gloucester Widzów: 12 500 Sędzia: Nigel Owens |

### Grupa C
| 20 października 200619:30 | Ospreys                                                        | 17:16(10:10) | Sale Sharks                                                  | Liberty Stadium, Swansea Widzów: 13 529 Sędzia: Joël Jutge |
| 20 października 200619:30 | James Hook 2 (pd) Shane Williams 10 (2P) Shaun Connor 5 (pd K) | 17:16(10:10) | Charlie Hodgson 11 (pd 3K) Juan Martín Fernández Lobbe 5 (P) | Liberty Stadium, Swansea Widzów: 13 529 Sędzia: Joël Jutge |
| 20 października 200619:30 | Brent Cockbain                                                 | 17:16(10:10) |                                                              | Liberty Stadium, Swansea Widzów: 13 529 Sędzia: Joël Jutge |

| 21 października 200614:00 | Calvisano                                       | 10:45(3:17) | Stade Français | Stadio San Michele, Calvisano Widzów: 2200 Sędzia: Donal Courtney |
| 21 października 200614:00 | Andrea Scanavacca 5 (pd K) David Dal Maso 5 (P) | 10:45(3:17) | David Skrela 9 (3pd K) Geoffroy Messina 5 (P) Ignacio Corleto 5 (P) Julien Arias 5 (P) Julien Saubade 5 (P) Lionel Beauxis 6 (3pd) Mauro Bergamasco 5 (P) Radike Samo 5 (P) | Stadio San Michele, Calvisano Widzów: 2200 Sędzia: Donal Courtney |

| 27 października 200619:45 | Sale Sharks | 67:11(25:8) | Calvisano                   | Edgeley Park, Stockport Widzów: 8547 Sędzia: Romain Poite |
| 27 października 200619:45 | Ben Foden 15 (3P) Charlie Hodgson 22 (8pd 2K) Chris Bell 5 (P) Chris Mayor 5 (P) Dean Schofield 5 (P) Ignacio Fernadez Lobbe 5 (P) Jason Robinson 5 (P) Sebastien Chabal 5 (P) | 67:11(25:8) | Roland de Marigny 11 (P 2K) | Edgeley Park, Stockport Widzów: 8547 Sędzia: Romain Poite |
| 27 października 200619:45 | James Downey · Valerio Bernabo | 67:11(25:8) |                             | Edgeley Park, Stockport Widzów: 8547 Sędzia: Romain Poite |

| 28 października 200614:35 | Stade Français                                                                                                 | 27:14(9:7) | Ospreys                                                                  | Stade Jean-Bouin, Paryż Widzów: 12 000 Sędzia: Alain Rolland |
| 28 października 200614:35 | David Skrela 9 (3K) Lionel Beauxis 5 (pd K) Mirco Bergamasco 5 (P) Rodrigo Roncero 5 (P) Sergio Parisse 3 (dg) | 27:14(9:7) | Gavin Henson 2 (pd) James Hook 2 (pd) Lee Byrne 5 (P) Sonny Parker 5 (P) | Stade Jean-Bouin, Paryż Widzów: 12 000 Sędzia: Alain Rolland |
| 28 października 200614:35 | Filo Tiatia | 27:14(9:7) |                                                                          | Stade Jean-Bouin, Paryż Widzów: 12 000 Sędzia: Alain Rolland |

| 9 grudnia 200614:00 | Calvisano                                                                                              | 27:50(13:33) | Ospreys | Stadio San Michele, Calvisano Widzów: 1500 Sędzia: Peter Allan |
| 9 grudnia 200614:00 | Alessandro Zanni 5 (P) Andrea Scanavacca 8 (pd 2K) Lorenzo Cittadini 5 (P) Roland de Marigny 9 (P 2pd) | 27:50(13:33) | Huw Bennett 5 (P) James Hook 15 (P 5pd) Justin Marshall 10 (2P) Lee Byrne 5 (P) Shane Williams 10 (2P) Sonny Parker 5 (P) | Stadio San Michele, Calvisano Widzów: 1500 Sędzia: Peter Allan |

| 10 grudnia 200616:00 | Stade Français                                                                                 | 27:16(17:6) | Sale Sharks                                                        | Parc des Princes, Paryż Widzów: 44 112 Sędzia: Alan Lewis |
| 10 grudnia 200616:00 | Christophe Dominici 10 (2P) David Skrela 2 (pd) Julien Saubade 10 (2P) Lionel Beauxis 5 (pd K) | 27:16(17:6) | Daniel Larrechea 3 (K) Lee Thomas 8 (pd 2K) Sebastien Chabal 5 (P) | Parc des Princes, Paryż Widzów: 44 112 Sędzia: Alan Lewis |

| 15 grudnia 200619:30 | Ospreys                                                                                    | 26:9(12:3) | Calvisano                | Liberty Stadium, Swansea Widzów: 6201 Sędzia: Wayne Barnes |
| 15 grudnia 200619:30 | Adam Rhys Jones 5 (P) Andy Lloyd 5 (P) James Hook 6 (3pd) Lee Byrne 5 (P) Ryan Jones 5 (P) | 26:9(12:3) | Roland de Marigny 9 (3K) | Liberty Stadium, Swansea Widzów: 6201 Sędzia: Wayne Barnes |
| 15 grudnia 200619:30 | Jonathan Thomas                                                                            | 26:9(12:3) | Ben Gissing              | Liberty Stadium, Swansea Widzów: 6201 Sędzia: Wayne Barnes |

| 17 grudnia 200615:00 | Sale Sharks                         | 12:6(12:3) | Stade Français                          | Edgeley Park, Stockport Widzów: 10 506 Sędzia: Nigel Owens |
| 17 grudnia 200615:00 | Chris Bell 3 (dg) Lee Thomas 9 (3K) | 12:6(12:3) | David Skrela 3 (K) Lionel Beauxis 3 (K) | Edgeley Park, Stockport Widzów: 10 506 Sędzia: Nigel Owens |
| 17 grudnia 200615:00 | Antoine Burban                      | 12:6(12:3) |                                         | Edgeley Park, Stockport Widzów: 10 506 Sędzia: Nigel Owens |

| 13 stycznia 200714:00 | Calvisano                                                                | 11:29(3:24) | Sale Sharks                                                                          | Stadio San Michele, Calvisano Widzów: 2000 Sędzia: Christophe Berdos |
| 13 stycznia 200714:00 | Andrea Scanavacca 3 (K) Lorenzo Cittadini 5 (P) Roland de Marigny 3 (dg) | 11:29(3:24) | Ben Foden 5 (P) Chris Mayor 5 (P) Oriol Ripol 10 (2P) Richard Wigglesworth 9 (3pd K) | Stadio San Michele, Calvisano Widzów: 2000 Sędzia: Christophe Berdos |
| 13 stycznia 200714:00 | Andy Titterrell                                                          | 11:29(3:24) |                                                                                      | Stadio San Michele, Calvisano Widzów: 2000 Sędzia: Christophe Berdos |

| 14 stycznia 200715:00 | Ospreys                                  | 22:22(6:16) | Stade Français                                                               | Liberty Stadium, Swansea Widzów: 13 550 Sędzia: Chris White |
| 14 stycznia 200715:00 | James Hook 17 (pd 5K) Nikki Walker 5 (P) | 22:22(6:16) | David Skrela 11 (pd dg 2K) Juan Martín Hernández 5 (P) Lionel Beauxis 6 (2K) | Liberty Stadium, Swansea Widzów: 13 550 Sędzia: Chris White |
| 14 stycznia 200715:00 | Jason Spice                              | 22:22(6:16) | Boela du Plooy                                                               | Liberty Stadium, Swansea Widzów: 13 550 Sędzia: Chris White |

| 20 stycznia 200715:30 | Sale Sharks                                               | 7:18(0:15) | Ospreys                                                                          | Edgeley Park, Stockport Widzów: 10 662 Sędzia: Alain Rolland |
| 20 stycznia 200715:30 | Daniel Larrechea 2 (pd) Juan Martín Fernández Lobbe 5 (P) | 7:18(0:15) | Gavin Henson 3 (K) James Hook 5 (pd K) Stefan Terblanche 5 (P) Steve Tandy 5 (P) | Edgeley Park, Stockport Widzów: 10 662 Sędzia: Alain Rolland |
| 20 stycznia 200715:30 | Dean Schofield · Sebastien Chabal                         | 7:18(0:15) | Andy Lloyd · James Hook                                                          | Edgeley Park, Stockport Widzów: 10 662 Sędzia: Alain Rolland |

| 20 stycznia 200716:30 | Stade Français | 47:6(21:6) | Calvisano                          | Stade Jean-Bouin, Paryż Widzów: 12 000 Sędzia: Peter Allan |
| 20 stycznia 200716:30 | Dimitri Szarzewski 5 (P) Julien Arias 10 (2P) Lionel Beauxis 12 (6pd) Pierre Rabadan 5 (P) Rémy Martin 5 (P) Stéphane Glas 5 (P) | 47:6(21:6) | Roland de Marigny 6 (2K)           | Stade Jean-Bouin, Paryż Widzów: 12 000 Sędzia: Peter Allan |
| 20 stycznia 200716:30 | Boela du Plooy | 47:6(21:6) | Giorgio Intoppa · Maurizio Zaffiri | Stade Jean-Bouin, Paryż Widzów: 12 000 Sędzia: Peter Allan |

### Grupa D
| 21 października 200616:30 | Bourgoin-Jallieu      | 5:13(0:6) | Cardiff Blues                             | Stade Pierre Rajon, Bourgoin-Jallieu Widzów: 7000 Sędzia: Chris White |
| 21 października 200616:30 | Brice Monzeglio 5 (P) | 5:13(0:6) | Ben Blair 8 (pd 2K) Martyn Williams 5 (P) | Stade Pierre Rajon, Bourgoin-Jallieu Widzów: 7000 Sędzia: Chris White |

| 22 października 200615:00 | Leicester Tigers                       | 19:21(6:15) | Munster                                                                  | Welford Road, Leicester Widzów: 16 815 Sędzia: Nigel Owens |
| 22 października 200615:00 | Andy Goode 8 (pd 2K) Paul Burke 6 (2K) | 19:21(6:15) | David Wallace 5 (P) Donncha O’Callaghan 5 (P) Ronan O’Gara 11 (pd dg 2K) | Welford Road, Leicester Widzów: 16 815 Sędzia: Nigel Owens |

| 28 października 200617:30 | Munster | 41:23(20:6) | Bourgoin-Jallieu                                 | Thomond Park, Limerick Widzów: 12 800 Sędzia: Wayne Barnes |
| 28 października 200617:30 | Andi Kyriacou 5 (P) Barry Murphy 5 (P) Donncha O’Callaghan 5 (P) Frankie Sheahan 5 (P) Ian Dowling 5 (P) John Kelly 5 (P) Ronan O’Gara 11 (4pd K) | 41:23(20:6) | Benjamin Boyet 13 (2pd 3K) Florian Denos 10 (2P) | Thomond Park, Limerick Widzów: 12 800 Sędzia: Wayne Barnes |
| 28 października 200617:30 | Mike Prendergast | 41:23(20:6) |                                                  | Thomond Park, Limerick Widzów: 12 800 Sędzia: Wayne Barnes |

| 29 października 200615:00 | Cardiff Blues                                               | 17:21(14:15) | Leicester Tigers                                                           | Millennium Stadium, Cardiff Widzów: 26 645 Sędzia: Alan Lewis |
| 29 października 200615:00 | Ben Blair 7 (2pd K) Chris Czekaj 5 (P) Nicky Robinson 5 (P) | 17:21(14:15) | Andy Goode 8 (pd 2K) Ollie Smith 5 (P) Sam Vesty 3 (dg) Tom Varndell 5 (P) | Millennium Stadium, Cardiff Widzów: 26 645 Sędzia: Alan Lewis |
| 29 października 200615:00 | Gary Powell                                                 | 17:21(14:15) | Tom Varndell                                                               | Millennium Stadium, Cardiff Widzów: 26 645 Sędzia: Alan Lewis |

| 8 grudnia 200620:30 | Bourgoin-Jallieu                                                   | 13:28(3:28) | Leicester Tigers                                                                  | Stade Pierre Rajon, Bourgoin-Jallieu Widzów: 7200 Sędzia: Donal Courtney |
| 8 grudnia 200620:30 | Benjamin Boyet 3 (K) Benoit Cabello 5 (P) Jean-Francois Coux 5 (P) | 13:28(3:28) | Andy Goode 13 (2pd 3K) Geordan Murphy 5 (P) Martin Corry 5 (P) Tom Varndell 5 (P) | Stade Pierre Rajon, Bourgoin-Jallieu Widzów: 7200 Sędzia: Donal Courtney |
| 8 grudnia 200620:30 | Mark Rennie                                                        | 13:28(3:28) | Andy Goode · Brett Deacon · Martin Corry                                          | Stade Pierre Rajon, Bourgoin-Jallieu Widzów: 7200 Sędzia: Donal Courtney |

| 10 grudnia 200613:00 | Cardiff Blues     | 12:22(6:13) | Munster                                   | Cardiff Arms Park, Cardiff Widzów: 12 180 Sędzia: Christophe Berdos |
| 10 grudnia 200613:00 | Ben Blair 12 (4K) | 12:22(6:13) | Denis Leamy 5 (P) Ronan O’Gara 17 (pd 5K) | Cardiff Arms Park, Cardiff Widzów: 12 180 Sędzia: Christophe Berdos |
| 10 grudnia 200613:00 | Martyn Williams   | 12:22(6:13) | Federico Pucciariello                     | Cardiff Arms Park, Cardiff Widzów: 12 180 Sędzia: Christophe Berdos |

| 16 grudnia 200614:45 | Leicester Tigers | 57:3(29:0) | Bourgoin-Jallieu      | Welford Road, Leicester Widzów: 16 000 Sędzia: Alain Rolland |
| 16 grudnia 200614:45 | Andy Goode 17 (7pd K) Daryl Gibson 5 (P) Harry Ellis 5 (P) Lewis Moody 15 (3P) Shane Jennings 10 (2P) Tom Varndell 5 (P) | 57:3(29:0) | Sebastien Laloo 3 (K) | Welford Road, Leicester Widzów: 16 000 Sędzia: Alain Rolland |

| 16 grudnia 200617:35 | Munster                                                                            | 32:18(20:13) | Cardiff Blues                                             | Thomond Park, Limerick Widzów: 13 200 Sędzia: Joël Jutge |
| 16 grudnia 200617:35 | Alan Quinlan 5 (P) Barry Murphy 5 (P) Denis Leamy 10 (2P) Ronan O’Gara 12 (3pd 2K) | 32:18(20:13) | Ben Blair 8 (pd 2K) Jamie Robinson 5 (P) Mark Lewis 5 (P) | Thomond Park, Limerick Widzów: 13 200 Sędzia: Joël Jutge |
| 16 grudnia 200617:35 | Martyn Williams                                                                    | 32:18(20:13) |                                                           | Thomond Park, Limerick Widzów: 13 200 Sędzia: Joël Jutge |

| 13 stycznia 200715:00 | Leicester Tigers | 34:0(24:0) | Cardiff Blues | Welford Road, Leicester Widzów: 16 815 Sędzia: Alain Rolland |
| 13 stycznia 200715:00 | Alesana Tuilagi 5 (P) Dan Hipkiss 5 (P) Daryl Gibson 5 (P) Ian Humphreys 4 (2pd) Lewis Moody 5 (P) Martin Corry 5 (P) Seru Rabeni 5 (P) | 34:0(24:0) |               | Welford Road, Leicester Widzów: 16 815 Sędzia: Alain Rolland |
| 13 stycznia 200715:00 | Scott Morgan | 34:0(24:0) |               | Welford Road, Leicester Widzów: 16 815 Sędzia: Alain Rolland |

| 14 stycznia 200714:00 | Bourgoin-Jallieu                                                                                 | 27:30(15:20) | Munster                                                        | Stade de Genève, Genewa Widzów: 16 255 Sędzia: Malcolm Changleng |
| 14 stycznia 200714:00 | Guillaume Bousses 5 (P) Julien Bonnaire 5 (P) Matthieu Nicolas 10 (2P) Sebastien Laloo 7 (2pd K) | 27:30(15:20) | Lifeimi Mafi 5 (P) Marcus Horan 5 (P) Ronan O’Gara 15 (3pd 3K) | Stade de Genève, Genewa Widzów: 16 255 Sędzia: Malcolm Changleng |
| 14 stycznia 200714:00 | Brice Monzeglio                                                                                  | 27:30(15:20) |                                                                | Stade de Genève, Genewa Widzów: 16 255 Sędzia: Malcolm Changleng |

| 20 stycznia 200717:35 | Cardiff Blues                                                   | 27:24(17:5) | Bourgoin-Jallieu                                                                                                   | Cardiff Arms Park, Cardiff Widzów: 6072 Sędzia: Carlo Damasco |
| 20 stycznia 200717:35 | Ben Blair 10 (2P) Nick MacLeod 5 (P) Nicky Robinson 12 (3pd 2K) | 27:24(17:5) | Dawit Chinczagiszwili 5 (P) Jean-Francois Coux 5 (P) Mark Rennie 5 (P) Pascal Peyron 5 (P) Sebastien Laloo 4 (2pd) | Cardiff Arms Park, Cardiff Widzów: 6072 Sędzia: Carlo Damasco |

| 20 stycznia 200717:35 | Munster             | 6:13(6:8) | Leicester Tigers                                           | Thomond Park, Limerick Widzów: 13 200 Sędzia: Joël Jutge |
| 20 stycznia 200717:35 | Ronan O’Gara 6 (2K) | 6:13(6:8) | Geordan Murphy 5 (P) Ian Humphreys 3 (K) Ollie Smith 5 (P) | Thomond Park, Limerick Widzów: 13 200 Sędzia: Joël Jutge |

### Grupa E
| 20 października 200620:00 | London Irish                                                                           | 25:32(6:10) | Scarlets                                                                                               | Madejski Stadium, Reading Widzów: 9659 Sędzia: Romain Poite |
| 20 października 200620:00 | Barry Everitt 10 (2pd 2K) Delon Armitage 5 (P) Phil Murphy 5 (P) Seilala Mapusua 5 (P) | 25:32(6:10) | Dafydd James 5 (P) Iestyn Thomas 5 (P) Mark Jones 5 (P) Simon Easterby 5 (P) Stephen Jones 12 (3pd 2K) | Madejski Stadium, Reading Widzów: 9659 Sędzia: Romain Poite |
| 20 października 200620:00 | Declan Danaher                                                                         | 25:32(6:10) | Nathan Thomas                                                                                          | Madejski Stadium, Reading Widzów: 9659 Sędzia: Romain Poite |

| 21 października 200613:35 | Ulster                                                              | 30:3(30:3) | Tuluza                          | Ravenhill Stadium, Belfast Widzów: 12 772 Sędzia: Dave Pearson |
| 21 października 200613:35 | Andrew Trimble 10 (2P) David Humphreys 15 (3pd 3K) Isaac Boss 5 (P) | 30:3(30:3) | Valentin Courrent 3 (K)         | Ravenhill Stadium, Belfast Widzów: 12 772 Sędzia: Dave Pearson |
| 21 października 200613:35 | Justin Fitzpatrick                                                  | 30:3(30:3) | Fabien Pelous · Yannick Jauzion | Ravenhill Stadium, Belfast Widzów: 12 772 Sędzia: Dave Pearson |

| 27 października 200619:30 | Scarlets                                                   | 21:15(11:6) | Ulster                  | Stradey Park, Llanelli Widzów: 8914 Sędzia: Tony Spreadbury |
| 27 października 200619:30 | Mark Jones 5 (P) Regan King 5 (P) Stephen Jones 11 (pd 3K) | 21:15(11:6) | David Humphreys 15 (5K) | Stradey Park, Llanelli Widzów: 8914 Sędzia: Tony Spreadbury |
| 27 października 200619:30 | Craig Dunlea                                               | 21:15(11:6) |                         | Stradey Park, Llanelli Widzów: 8914 Sędzia: Tony Spreadbury |

| 29 października 200616:00 | Tuluza | 37:17(20:10) | London Irish                                                      | Stade Ernest-Wallon, Tuluza Widzów: 18 314 Sędzia: Nigel Owens |
| 29 października 200616:00 | Florian Fritz 5 (P) Jean-Baptiste Élissalde 15 (3pd 3K) Jean-François Montauriol 5 (P) Valentin Courrent 2 (pd) Xavier Garbajosa 5 (P) Yannick Jauzion 5 (P) | 37:17(20:10) | Barry Everitt 5 (pd K) Delon Armitage 7 (P pd) Kieran Roche 5 (P) | Stade Ernest-Wallon, Tuluza Widzów: 18 314 Sędzia: Nigel Owens |
| 29 października 200616:00 | Cedric Heymans | 37:17(20:10) |                                                                   | Stade Ernest-Wallon, Tuluza Widzów: 18 314 Sędzia: Nigel Owens |

| 9 grudnia 200615:00 | Scarlets                                                           | 20:19(13:12) | Tuluza                                                                   | Stradey Park, Llanelli Widzów: 9383 Sędzia: Alain Rolland |
| 9 grudnia 200615:00 | Scott MacLeod 5 (P) Simon Easterby 5 (P) Stephen Jones 10 (2pd 2K) | 20:19(13:12) | Clément Poitrenaud 5 (P) Valentin Courrent 4 (2pd) Vincent Clerc 10 (2P) | Stradey Park, Llanelli Widzów: 9383 Sędzia: Alain Rolland |
| 9 grudnia 200615:00 | Yannick Nyanga                                                     | 20:19(13:12) |                                                                          | Stradey Park, Llanelli Widzów: 9383 Sędzia: Alain Rolland |

| 9 grudnia 200615:30 | London Irish                                                                                                  | 29:13(14:13) | Ulster                                         | Madejski Stadium, Reading Widzów: 14 675 Sędzia: Joël Jutge |
| 9 grudnia 200615:30 | Barry Everitt 3 (K) Juan Leguizamon 5 (P) Mike Catt 5 (P) Sailosi Tagicakibau 5 (P) Shane Geraghty 11 (P 3pd) | 29:13(14:13) | David Humphreys 8 (pd 2K) Paul Steinmetz 5 (P) | Madejski Stadium, Reading Widzów: 14 675 Sędzia: Joël Jutge |
| 9 grudnia 200615:30 | Delon Armitage · Justin Bishop                                                                                | 29:13(14:13) |                                                | Madejski Stadium, Reading Widzów: 14 675 Sędzia: Joël Jutge |

| 15 grudnia 200619:30 | Ulster                                                                                     | 29:13(5:6) | London Irish                                 | Ravenhill Stadium, Belfast Widzów: 12 747 Sędzia: Christophe Berdos |
| 15 grudnia 200619:30 | Andrew Trimble 5 (P) David Humphreys 14 (P 3pd K) Neil McMillan 5 (P) Paul Steinmetz 5 (P) | 29:13(5:6) | Gonzalo Tiesi 5 (P) Shane Geraghty 8 (pd 2K) | Ravenhill Stadium, Belfast Widzów: 12 747 Sędzia: Christophe Berdos |
| 15 grudnia 200619:30 | Andrew Trimble · Isaac Boss                                                                | 29:13(5:6) | Bob Casey · Delon Armitage                   | Ravenhill Stadium, Belfast Widzów: 12 747 Sędzia: Christophe Berdos |

| 16 grudnia 200614:35 | Tuluza                                                                        | 34:41(24:10) | Scarlets                                                                                                  | Stade Ernest-Wallon, Tuluza Widzów: 16 880 Sędzia: Chris White |
| 16 grudnia 200614:35 | Clément Poitrenaud 20 (4P) Gaffie du Toit 3 (dg) Valentin Courrent 11 (4pd K) | 34:41(24:10) | Barry Davies 5 (P) Dafydd James 5 (P) Darren Daniel 10 (2P) Nathan Thomas 5 (P) Stephen Jones 16 (5pd 2K) | Stade Ernest-Wallon, Tuluza Widzów: 16 880 Sędzia: Chris White |

| 13 stycznia 200713:35 | London Irish                                                      | 24:26(5:12) | Tuluza                                                                                                | Madejski Stadium, Reading Widzów: 8864 Sędzia: Alan Lewis |
| 13 stycznia 200713:35 | Barry Everitt 4 (2pd) Delon Armitage 15 (3P) Shane Geraghty 5 (P) | 24:26(5:12) | Benoit Baby 5 (P) Jean-Baptiste Élissalde 9 (P 2pd) Valentin Courrent 2 (pd) Xavier Garbajosa 10 (2P) | Madejski Stadium, Reading Widzów: 8864 Sędzia: Alan Lewis |
| 13 stycznia 200713:35 | Gregory Lamboley · Xavier Garbajosa                               | 24:26(5:12) | | Madejski Stadium, Reading Widzów: 8864 Sędzia: Alan Lewis |

| 13 stycznia 200713:35 | Ulster                                                    | 11:35(11:7) | Scarlets | Ravenhill Stadium, Belfast Widzów: 12 278 Sędzia: Joël Jutge |
| 13 stycznia 200713:35 | Paddy Wallace 3 (K) Paul Steinmetz 3 (K) Tommy Bowe 5 (P) | 11:35(11:7) | Alix Popham 5 (P) Dwayne Peel 5 (P) Gavin Thomas 5 (P) Morgan Stoddart 5 (P) Regan King 5 (P) Stephen Jones 10 (5pd) | Ravenhill Stadium, Belfast Widzów: 12 278 Sędzia: Joël Jutge |
| 13 stycznia 200713:35 | Alix Popham                                               | 11:35(11:7) | | Ravenhill Stadium, Belfast Widzów: 12 278 Sędzia: Joël Jutge |

| 21 stycznia 200713:05 | Scarlets                                                       | 20:16(17:6) | London Irish                                    | Stradey Park, Llanelli Widzów: 8035 Sędzia: Christophe Berdos |
| 21 stycznia 200713:05 | Dafydd James 5 (P) Dwayne Peel 5 (P) Stephen Jones 10 (2pd 2K) | 20:16(17:6) | Barry Everitt 6 (2K) Shane Geraghty 10 (P pd K) | Stradey Park, Llanelli Widzów: 8035 Sędzia: Christophe Berdos |
| 21 stycznia 200713:05 | Nick Kennedy                                                   | 20:16(17:6) |                                                 | Stradey Park, Llanelli Widzów: 8035 Sędzia: Christophe Berdos |

| 21 stycznia 200714:05 | Tuluza                                                                        | 28:13(10:7) | Ulster                                        | Stade Ernest-Wallon, Tuluza Widzów: 14 765 Sędzia: Tony Spreadbury |
| 21 stycznia 200714:05 | Clément Poitrenaud 10 (2P) Valentin Courrent 13 (2pd 3K) Yannick Nyanga 5 (P) | 28:13(10:7) | Matt McCullough 5 (P) Paddy Wallace 8 (pd 2K) | Stade Ernest-Wallon, Tuluza Widzów: 14 765 Sędzia: Tony Spreadbury |
| 21 stycznia 200714:05 | Trevor Brennan                                                                | 28:13(10:7) | Justin Harrison                               | Stade Ernest-Wallon, Tuluza Widzów: 14 765 Sędzia: Tony Spreadbury |

### Grupa F
| 20 października 200619:30 | Border | 35:3(21:3) | Rugby Parma               | Netherdale, Galashiels Widzów: 1430 Sędzia: George Clancy |
| 20 października 200619:30 | Brendon Daniel 5 (P) Calum MacRae 6 (3pd) Ed Kalman 5 (P) John Dalziel 5 (P) Kelly Brown 2 (pd) Nick De Luca 5 (P) Scott Gray 5 (P) Steve Jones 2 (pd) | 35:3(21:3) | Francesco Mazzariol 3 (K) | Netherdale, Galashiels Widzów: 1430 Sędzia: George Clancy |

| 22 października 200616:00 | Biarritz                                                                             | 22:10(15:3) | Northampton Saints        | Parc des Sports Aguiléra, Biarritz Widzów: 11 000 Sędzia: Malcolm Changleng |
| 22 października 200616:00 | Benoit August 5 (P) Dimitri Yachvili 2 (pd) Mohammed Dridi 5 (P) Sireli Bobo 10 (2P) | 22:10(15:3) | Johnny Howard 10 (P pd K) | Parc des Sports Aguiléra, Biarritz Widzów: 11 000 Sędzia: Malcolm Changleng |

| 28 października 200614:00 | Rugby Parma                                       | 7:50(7:17) | Biarritz | Stadio Sergio Lanfranchi, Parma Widzów: 1200 Sędzia: Tim Hayes |
| 28 października 200614:00 | Francesco Mazzariol 2 (pd) Pablo Sciarretta 5 (P) | 7:50(7:17) | Benjamin Dambielle 5 (P) Damien Traille 5 (P) Dimitri Yachvili 21 (2P 4pd K) Julien Dupuy 4 (2pd) Romain Cabannes 5 (P) Sireli Bobo 5 (P) Thomas Lievremont 5 (P) | Stadio Sergio Lanfranchi, Parma Widzów: 1200 Sędzia: Tim Hayes |

| 28 października 200615:30 | Northampton Saints                                                                     | 37:13(13:6) | Border                                      | Franklin’s Gardens, Northampton Widzów: 12 594 Sędzia: Christophe Berdos |
| 28 października 200615:30 | Carlos Spencer 12 (3pd 2K) Mark Robinson 5 (P) Paul Tupai 5 (P) Steve Thompson 10 (2P) | 37:13(13:6) | Calum MacRae 8 (pd 2K) Simon Danielli 5 (P) | Franklin’s Gardens, Northampton Widzów: 12 594 Sędzia: Christophe Berdos |
| 28 października 200615:30 | Ben MacDougall · Gavin Kerr                                                            | 37:13(13:6) |                                             | Franklin’s Gardens, Northampton Widzów: 12 594 Sędzia: Christophe Berdos |

| 9 grudnia 200613:35 | Border | 0:25(0:13) | Biarritz | Netherdale, Galashiels Widzów: 1373 Sędzia: Nigel Owens |
| 9 grudnia 200613:35 | Damien Traille 5 (P) David Couzinet 5 (P) Dimitri Yachvili 5 (pd K) Imanol Harinordoquy 5 (P) Jean-Baptiste Gobelet 5 (P) | 0:25(0:13) |          | Netherdale, Galashiels Widzów: 1373 Sędzia: Nigel Owens |

| 9 grudnia 200614:30 | Rugby Parma | 21:68(7:40) | Northampton Saints | Stadio Sergio Lanfranchi, Parma Widzów: 2300 Sędzia: Romain Poite |
| 9 grudnia 200614:30 | Alejandro Canale 2 (pd) Ezio Galon 5 (P) Giovanni Ghidini 5 (P) Marco Neethling 5 (P) Riccardo Robuschi 4 (2pd) | 21:68(7:40) | Carlos Spencer 19 (P 7pd) Chris Wyles 5 (P) Daniel Browne 5 (P) Johnny Howard 2 (pd) Mark Robinson 5 (P) Paul Diggin 10 (2P) Sean Lamont 10 (2P) Steve Myler 2 (pd) Steve Thompson 5 (P) | Stadio Sergio Lanfranchi, Parma Widzów: 2300 Sędzia: Romain Poite |
| 9 grudnia 200614:30 | Nadridri Sego                                                                                                   | 21:68(7:40) | Patrick Barnard | Stadio Sergio Lanfranchi, Parma Widzów: 2300 Sędzia: Romain Poite |

| 16 grudnia 200615:00 | Northampton Saints | 36:0(19:0) | Rugby Parma | Franklin’s Gardens, Northampton Widzów: 12 619 Sędzia: David Changleng |
| 16 grudnia 200615:00 | Carlos Spencer 6 (3pd) Chris Wyles 5 (P) Paul Diggin 5 (P) Robbie Kydd 5 (P) Sean Lamont 5 (P) Soane Tongaʻuiha 5 (P) | 36:0(19:0) |             | Franklin’s Gardens, Northampton Widzów: 12 619 Sędzia: David Changleng |
| 16 grudnia 200615:00 | German Fontana | 36:0(19:0) |             | Franklin’s Gardens, Northampton Widzów: 12 619 Sędzia: David Changleng |

| 17 grudnia 200614:00 | Biarritz                                                                                                 | 27:17(17:3) | Border                                        | Parc des Sports Aguiléra, Biarritz Widzów: 6500 Sędzia: Donal Courtney |
| 17 grudnia 200614:00 | Benjamin Noirot 5 (P) Damien Traille 5 (P) Julien Dupuy 2 (pd) Philippe Bidabe 5 (P) Sireli Bobo 10 (2P) | 27:17(17:3) | Calum MacRae 12 (P 2pd K) Opeta Palepoi 5 (P) | Parc des Sports Aguiléra, Biarritz Widzów: 6500 Sędzia: Donal Courtney |
| 17 grudnia 200614:00 | Denis Avril · Serge Betsen                                                                               | 27:17(17:3) | Andy Miller · Stuart Grimes                   | Parc des Sports Aguiléra, Biarritz Widzów: 6500 Sędzia: Donal Courtney |

| 12 stycznia 200719:00 | Biarritz | 45:3(33:3) | Rugby Parma            | Parc des Sports Aguiléra, Biarritz Widzów: 6500 Sędzia: David Changleng |
| 12 stycznia 200719:00 | Benjamin Noirot 5 (P) Julien Dupuy 10 (5pd) Marcelo Bosch 10 (2P) Martin Gaitan 5 (P) Petru Balan 5 (P) Philippe Bidabe 5 (P) Serge Betsen 5 (P) | 45:3(33:3) | Alejandro Canale 3 (K) | Parc des Sports Aguiléra, Biarritz Widzów: 6500 Sędzia: David Changleng |

| 14 stycznia 200717:00 | Border                                                      | 19:29(12:17) | Northampton Saints                                                            | Murrayfield Stadium, Edynburg Widzów: 1095 Sędzia: George Clancy |
| 14 stycznia 200717:00 | Calum MacRae 9 (P 2pd) Ross Ford 5 (P) Simon Danielli 5 (P) | 19:29(12:17) | Ben Cohen 10 (2P) Carlos Spencer 9 (3pd K) Paul Diggin 5 (P) Paul Tupai 5 (P) | Murrayfield Stadium, Edynburg Widzów: 1095 Sędzia: George Clancy |
| 14 stycznia 200717:00 | Stuart Grimes                                               | 19:29(12:17) | Tom Smith                                                                     | Murrayfield Stadium, Edynburg Widzów: 1095 Sędzia: George Clancy |

| 21 stycznia 200715:00 | Northampton Saints                          | 8:17(3:3) | Biarritz                                                        | Franklin’s Gardens, Northampton Widzów: 12 541 Sędzia: Donal Courtney |
| 21 stycznia 200715:00 | Carlos Spencer 3 (K) Soane Tongaʻuiha 5 (P) | 8:17(3:3) | Andrea Masi 5 (P) Dimitri Yachvili 7 (2pd dg) Sireli Bobo 5 (P) | Franklin’s Gardens, Northampton Widzów: 12 541 Sędzia: Donal Courtney |
| 21 stycznia 200715:00 | David Couzinet · Sireli Bobo                | 8:17(3:3) |                                                                 | Franklin’s Gardens, Northampton Widzów: 12 541 Sędzia: Donal Courtney |

| 21 stycznia 200716:00 | Rugby Parma                                                                                             | 45:37(22:6) | Border                                                                             | Stadio Sergio Lanfranchi, Parma Widzów: 500 Sędzia: Romain Poite |
| 21 stycznia 200716:00 | Alejandro Canale 10 (2pd 2K) Arthur Little 10 (2P) Nicola Mazzucato 5 (P) Riccardo Robuschi 10 (2pd 2K) | 45:37(22:6) | Calum MacRae 17 (4pd 3K) John Dalziel 5 (P) Nick De Luca 5 (P) Opeta Palepoi 5 (P) | Stadio Sergio Lanfranchi, Parma Widzów: 500 Sędzia: Romain Poite |
| 21 stycznia 200716:00 | Liviu Pascu · Riccardo Pavan                                                                            | 45:37(22:6) | Ed Kalman · Nick De Luca                                                           | Stadio Sergio Lanfranchi, Parma Widzów: 500 Sędzia: Romain Poite |

## Faza pucharowa
|  |                    |                    |                    |                    |    |                  |                  |          |  |  |       |       |       |
|  | Ćwierćfinał        | Ćwierćfinał        | Ćwierćfinał        |                    |    | Półfinał         | Półfinał         | Półfinał |  |  | Finał | Finał | Finał |
|  | Ćwierćfinał        | Ćwierćfinał        | Ćwierćfinał        |                    |    | Półfinał         | Półfinał         | Półfinał |  |  | Finał | Finał | Finał |
|  | 01 kwietnia 2007   |                    |                    |                    |    |                  |                  |          |  |  |       |       |       |
|  |                    |                    |                    |                    |    |                  |                  |          |  |  |       |       |       |
|  | Leicester Tigers   | Leicester Tigers   | 21                 |                    |    |                  |                  |          |  |  |       |       |       |
|  | Leicester Tigers   | Leicester Tigers   | 21                 | 21 kwietnia 2007   |    |                  |                  |          |  |  |       |       |       |
|  | Stade Français     | Stade Français     | 20                 |                    |    |                  |                  |          |  |  |       |       |       |
|  | Stade Français     | Stade Français     | 20                 |                    |    | Leicester Tigers | Leicester Tigers | 33       |  |  |       |       |       |
|  | 30 marca 2007      |                    |                    |                    |    | Leicester Tigers | Leicester Tigers | 33       |  |  |       |       |       |
|  |                    |                    | Scarlets           | Scarlets           | 17 |                  |                  |          |  |  |       |       |       |
|  | Scarlets           | Scarlets           | Scarlets           | Scarlets           | 17 | 24               |                  |          |  |  |       |       |       |
|  | Scarlets           | Scarlets           |                    |                    |    | 24               | 20 maja 2007     |          |  |  |       |       |       |
|  | Munster            | Munster            | 15                 |                    |    |                  |                  |          |  |  |       |       |       |
|  | Munster            | Munster            | 15                 |                    |    | Leicester Tigers | Leicester Tigers | 9        |  |  |       |       |       |
|  | 31 marca 2007      |                    |                    |                    |    | Leicester Tigers | Leicester Tigers | 9        |  |  |       |       |       |
|  |                    |                    | London Wasps       | London Wasps       | 25 |                  |                  |          |  |  |       |       |       |
|  | London Wasps       | London Wasps       | London Wasps       | London Wasps       | 25 | 35               |                  |          |  |  |       |       |       |
|  | London Wasps       | London Wasps       | 22 kwietnia 2007   |                    |    | 35               |                  |          |  |  |       |       |       |
|  | Leinster           | Leinster           | 13                 |                    |    |                  |                  |          |  |  |       |       |       |
|  | Leinster           | Leinster           | 13                 |                    |    | London Wasps     | London Wasps     | 30       |  |  |       |       |       |
|  | 01 kwietnia 2007   |                    |                    |                    |    | London Wasps     | London Wasps     | 30       |  |  |       |       |       |
|  |                    |                    | Northampton Saints | Northampton Saints | 13 |                  |                  |          |  |  |       |       |       |
|  | Biarritz           | Biarritz           | Northampton Saints | Northampton Saints | 13 | 6                |                  |          |  |  |       |       |       |
|  | Biarritz           | Biarritz           |                    |                    |    |                  |                  |          |  |  |       |       |       |
|  | Northampton Saints | Northampton Saints | 7                  |                    |    |                  |                  |          |  |  |       |       |       |
|  | Northampton Saints | Northampton Saints | 7                  |                    |    |                  |                  |          |  |  |       |       |       |

| 1 kwietnia 200715:30 | Leicester Tigers                                           | 21:20(18:11) | Stade Français                                      | Welford Road, Leicester Widzów: 17 418 Sędzia: Alan Lewis |
| 1 kwietnia 200715:30 | Andy Goode 11 (pd 3K) Seru Rabeni 5 (P) Tom Varndell 5 (P) | 21:20(18:11) | David Skrela 15 (dg 4K) Juan Martín Hernández 5 (P) | Welford Road, Leicester Widzów: 17 418 Sędzia: Alan Lewis |
| 1 kwietnia 200715:30 | Rémy Martin                                                | 21:20(18:11) |                                                     | Welford Road, Leicester Widzów: 17 418 Sędzia: Alan Lewis |

| 30 marca 200719:30 | Scarlets                                                                         | 24:15(17:0) | Munster                                                     | Stradey Park, Llanelli Widzów: 10 800 Sędzia: Chris White |
| 30 marca 200719:30 | Barry Davies 8 (P K) Dafydd James 5 (P) Gavin Thomas 5 (P) Stephen Jones 6 (3pd) | 24:15(17:0) | Donnacha Ryan 5 (P) Ian Dowling 5 (P) Ronan O’Gara 5 (pd K) | Stradey Park, Llanelli Widzów: 10 800 Sędzia: Chris White |
| 30 marca 200719:30 | Inoke Afeaki                                                                     | 24:15(17:0) |                                                             | Stradey Park, Llanelli Widzów: 10 800 Sędzia: Chris White |

| 31 marca 200717:45 | London Wasps                                                                       | 35:13(13:10) | Leinster                                        | Adams Park, High Wycombe Widzów: 10 000 Sędzia: Nigel Owens |
| 31 marca 200717:45 | Alex King 15 (3pd 3K) Danny Cipriani 5 (P) Eoin Reddan 10 (2P) James Haskell 5 (P) | 35:13(13:10) | Chris Whitaker 5 (P) Felipe Contepomi 8 (pd 2K) | Adams Park, High Wycombe Widzów: 10 000 Sędzia: Nigel Owens |
| 31 marca 200717:45 | Dom Waldouck · Lawrence Dallaglio                                                  | 35:13(13:10) | Malcolm O’Kelly                                 | Adams Park, High Wycombe Widzów: 10 000 Sędzia: Nigel Owens |

| 1 kwietnia 200714:00 | Biarritz                | 6:7(3:0) | Northampton Saints                      | Estadio Anoeta, San Sebastián Widzów: 32 000 Sędzia: Alain Rolland |
| 1 kwietnia 200714:00 | Dimitri Yachvili 6 (2K) | 6:7(3:0) | Carlos Spencer 2 (pd) Robbie Kydd 5 (P) | Estadio Anoeta, San Sebastián Widzów: 32 000 Sędzia: Alain Rolland |

| 21 kwietnia 200715:00 | Leicester Tigers                                                 | 33:17(16:10) | Scarlets                                                    | Walkers Stadium, Leicester Widzów: 30 121 Sędzia: Alain Rolland |
| 21 kwietnia 200715:00 | Andy Goode 23 (P 3pd 4K) Louis Deacon 5 (P) Shane Jennings 5 (P) | 33:17(16:10) | Mark Jones 5 (P) Matthew Rees 5 (P) Stephen Jones 7 (2pd K) | Walkers Stadium, Leicester Widzów: 30 121 Sędzia: Alain Rolland |
| 21 kwietnia 200715:00 | Alex Moreno · Geordan Murphy                                     | 33:17(16:10) | Deacon Manu                                                 | Walkers Stadium, Leicester Widzów: 30 121 Sędzia: Alain Rolland |

| 22 kwietnia 200715:00 | London Wasps                                                                             | 30:13(8:13) | Northampton Saints         | Ricoh Arena, Coventry Widzów: 16 186 Sędzia: Alan Lewis |
| 22 kwietnia 200715:00 | James Haskell 5 (P) Josh Lewsey 5 (P) Mark van Gisbergen 10 (2pd 2K) Paul Sackey 10 (2P) | 30:13(8:13) | Bruce Reihana 13 (P pd 2K) | Ricoh Arena, Coventry Widzów: 16 186 Sędzia: Alan Lewis |
| 22 kwietnia 200715:00 | Ben Lewitt                                                                               | 30:13(8:13) |                            | Ricoh Arena, Coventry Widzów: 16 186 Sędzia: Alan Lewis |

| 20 maja 200714:30 | Leicester Tigers  | 9:25(9:13) | London Wasps                                                | Twickenham Stadium Londyn Widzów: 81 076 Sędzia: Alan Lewis |
| 20 maja 200714:30 | Andy Goode 9 (3K) | 9:25(9:13) | Alex King 15 (dg 4K) Eoin Reddan 5 (P) Raphael Ibanez 5 (P) | Twickenham Stadium Londyn Widzów: 81 076 Sędzia: Alan Lewis |